# Načrt telefonskega oštevilčenja
Načrt telefonskega številčenja je tip načrta oštevilčenja, ki se uporablja v telekomunikacijah za dodeljevanje telefonskih številk naročniškim telefonom ali drugim telefonskim končnim točkam. Telefonske številke naročnika je številka, ki v javnem komunikacijskem omrežju identificira naročnika, v določenih primerih pa tudi uporabnika. Načrti telefonskega številčenja so opredeljeni v vsaki upravni regiji javnega komutiranega telefonskega omrežja (PSTN) in v zasebnih telefonskih omrežjih.
Pri javnih sistemih številčenja ima vlogo pri zaporedju številk dodeljenih vsakemu telefonskemu naročniku najpogosteje geografska lokacija. Številni administratorji načrtov številčenja razdelijo svoje območje storitev na geografska območja, označena s predpono, ki se pogosto imenuje področna koda (area code), ki je nabor števk, ki tvorijo najpomembnejši del zaporedja klicanja za dosego telefonskega naročnika. Je kombinacija nacionalne predpone (national trunk prefix) in medkrajevne kode (trunk code), ki določa področje oštevilčenja.